# 片白島
片白島（かたじろじま）は、大分県佐伯市にある無人島である。
大入島東部の元ヶ鼻の東方約900mに浮かぶ。面積0.03km2、標高45m。
別名をネズミ島というが、これはネズミが多かったためではなく、島の形がネズミに似ていることに由来する。ただし、ネズミがいなかったというわけではなく、ネズミを駆除するためにネコを放したところ、ネコが繁殖してネコ島の様相を呈したという。
島の4合目以上はウバメガシを中心とした雑木林となっている。かつては西側に約2反歩（20ha）のサツマイモ畑があった。周辺の海域では、ヒジキやフノリが採取される。

## 交通
JR九州日豊本線佐伯駅からバスで5分、船で20分。